# Кути (Тернопільський район)
Кути́ —  село в Україні, у Саранчуківській сільській громаді Тернопільського району Тернопільської області. До 2020 підпорядковане Мечищівській сільраді. 
Утворене в результаті об'єднання хуторів Ближній Кут і Дальній Кут.
Населення — 155 осіб (2003). Дворів — 105.

## Географія
У селі є вулиці: Зелена та Кутівська.

### Клімат
Для села характерний помірно континентальний клімат. Кути розташовані у «холодному Поділлі» — найхолоднішому регіоні Тернопільської області.
| Клімат Кутів              | Клімат Кутів | Клімат Кутів | Клімат Кутів | Клімат Кутів | Клімат Кутів | Клімат Кутів | Клімат Кутів | Клімат Кутів | Клімат Кутів | Клімат Кутів | Клімат Кутів | Клімат Кутів | Клімат Кутів |
| Показник                  | Січ.         | Лют.         | Бер.         | Квіт.        | Трав.        | Черв.        | Лип.         | Серп.        | Вер.         | Жовт.        | Лист.        | Груд.        | Рік          |
| Середній максимум, °C     | −1,4         | 0,0          | 4,9          | 12,9         | 18,8         | 22,0         | 23,4         | 22,8         | 18,5         | 12,7         | 5,6          | 0,7          | 11           |
| Середня температура, °C   | −4,4         | −2,9         | 1,3          | 8,1          | 13,5         | 16,7         | 18,1         | 17,4         | 13,4         | 8,2          | 2,7          | −1,8         | 7            |
| Середній мінімум, °C      | −7,3         | −5,7         | −2,2         | 3,3          | 8,2          | 11,5         | 12,8         | 12,0         | 8,4          | 3,7          | −0,1         | −4,3         | 3            |
| Норма опадів, мм          | 33           | 32           | 34           | 51           | 79           | 93           | 97           | 73           | 56           | 39           | 38           | 41           | 666          |
| ------------------------- | ------------ | ------------ | ------------ | ------------ | ------------ | ------------ | ------------ | ------------ | ------------ | ------------ | ------------ | ------------ | ------------ |
| Джерело: climate-data.org |              |              |              |              |              |              |              |              |              |              |              |              |              |

## Історія
Відоме від 1570 року.
12 червня 2020 року, відповідно до Розпорядження Кабінету Міністрів України від  № 724-р «Про визначення адміністративних центрів та затвердження територій територіальних громад Тернопільської області», село увійшло до складу Саранчуківської сільської громади.
19 липня 2020 року, в результаті адміністративно-територіальної реформи та ліквідації Бережанського району, село увійшло до складу новоутвореного Тернопільського району.

## Населення
За даними перепису населення 2001 року мовний склад населення села був таким:
| Мова       | Число ос. | Відсоток |
| ---------- | --------- | -------- |
| українська |           | 99,42    |
| російська  |           | 0,58     |

## Політика
Від 28 квітня 2012 року село належить до виборчого округу 165.

## Пам'ятки
Є церква Покрови Пресвятої Богородиці (1928, дерев'яна).

## Галерея

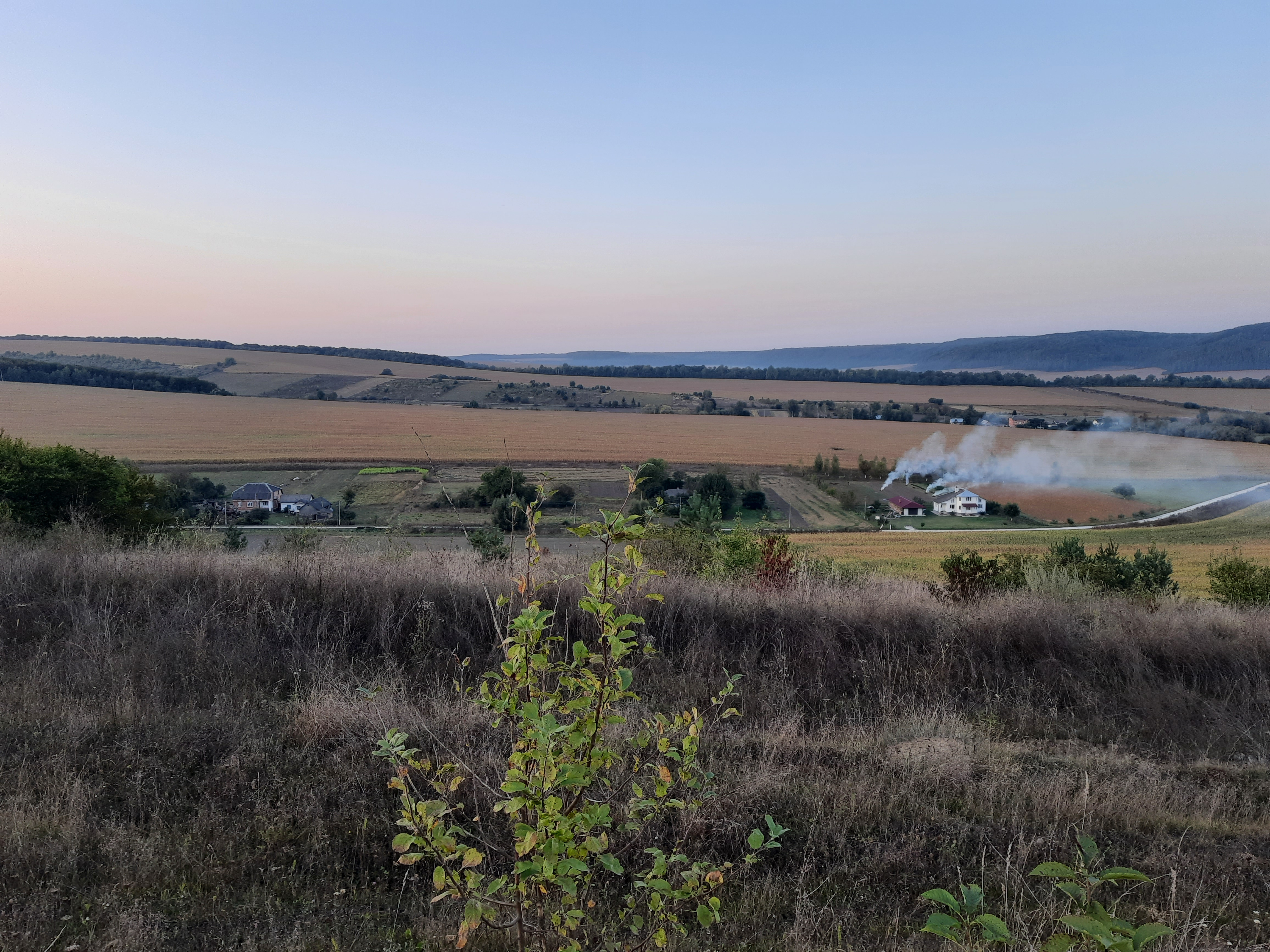
Вигляд на село Кути з пагорба
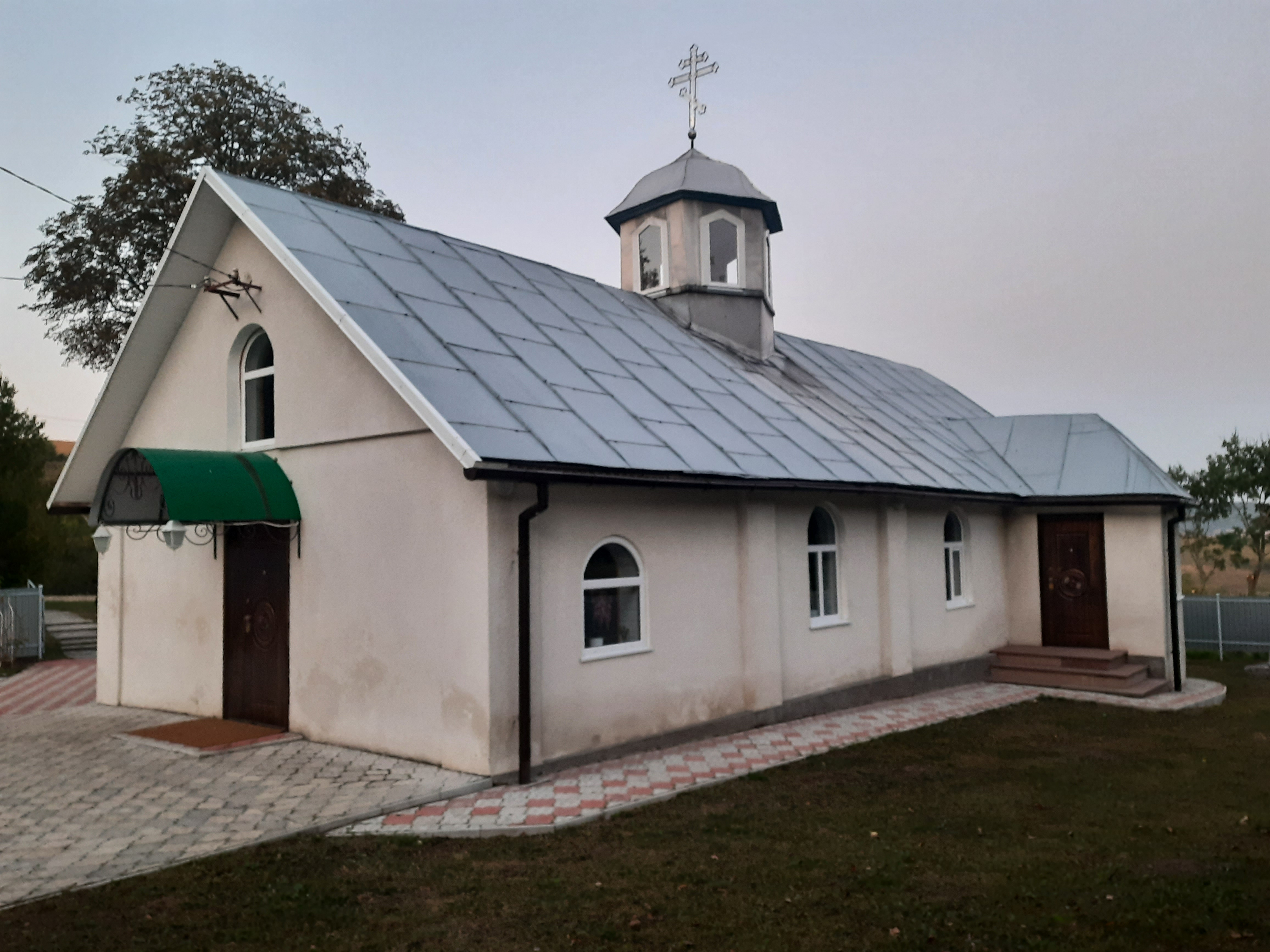
Церква Покрови Пресвятої Богородиці
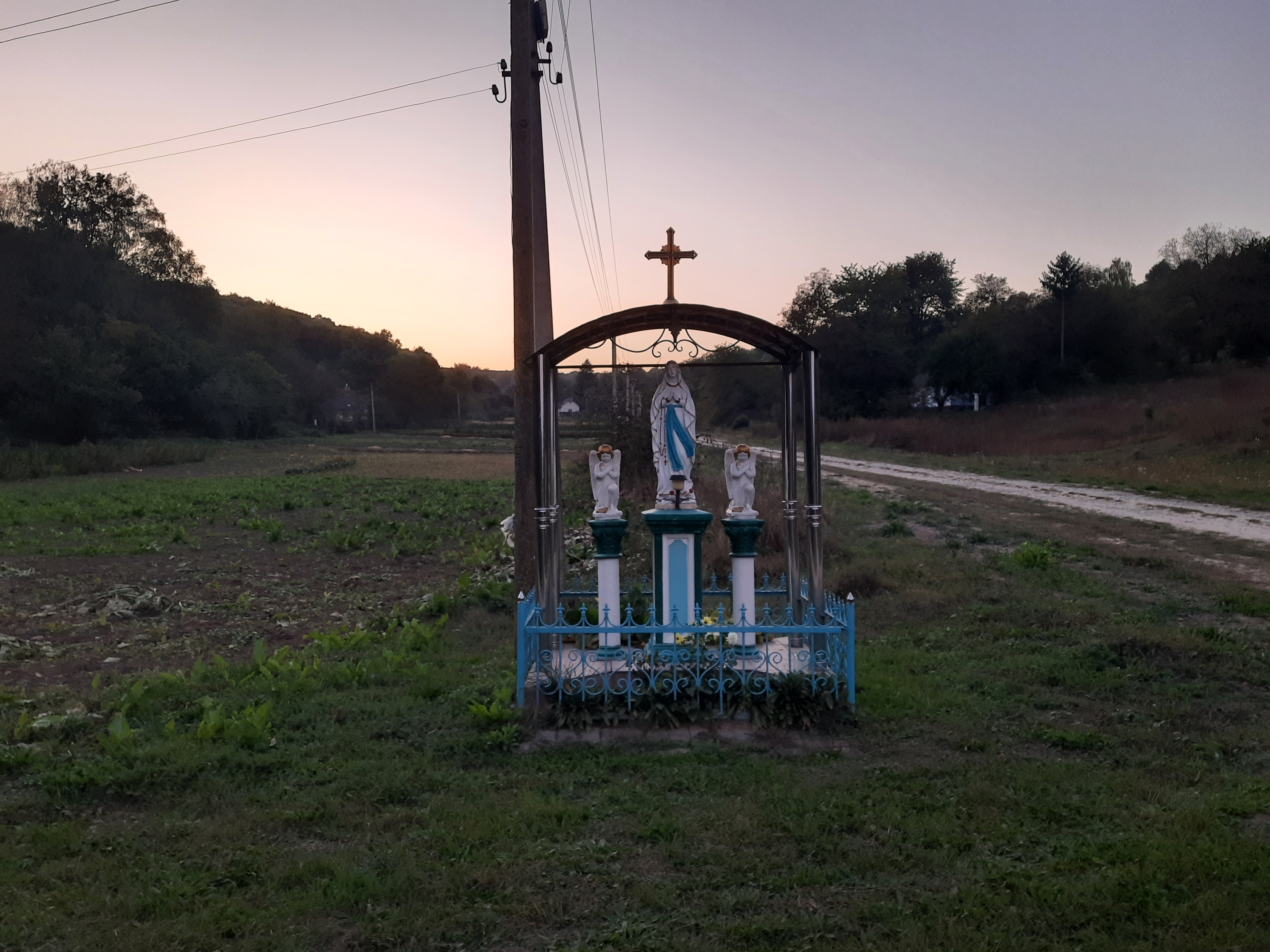
Статуя Божої Матері
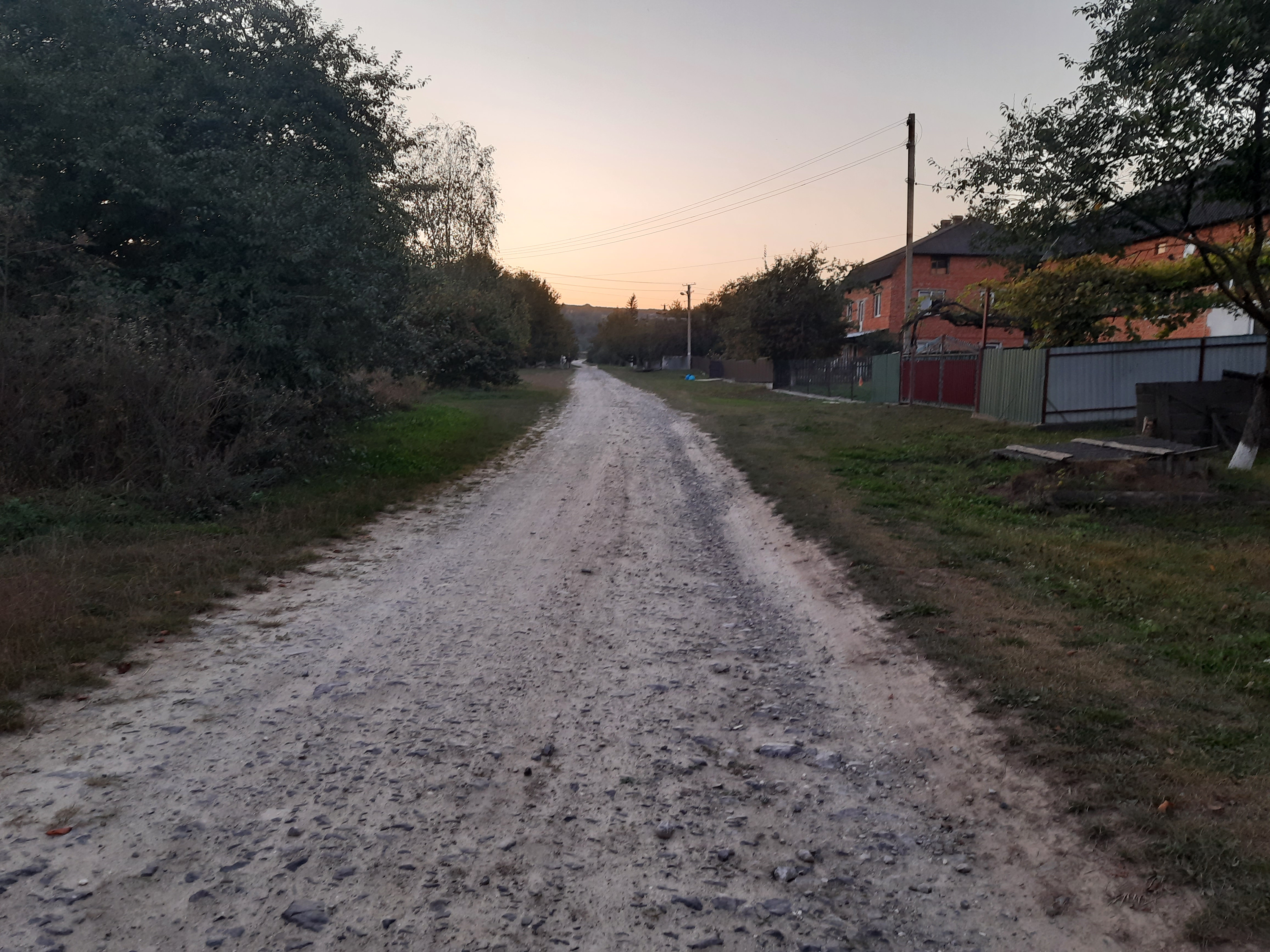
Сільська вулиця